# Фролеба

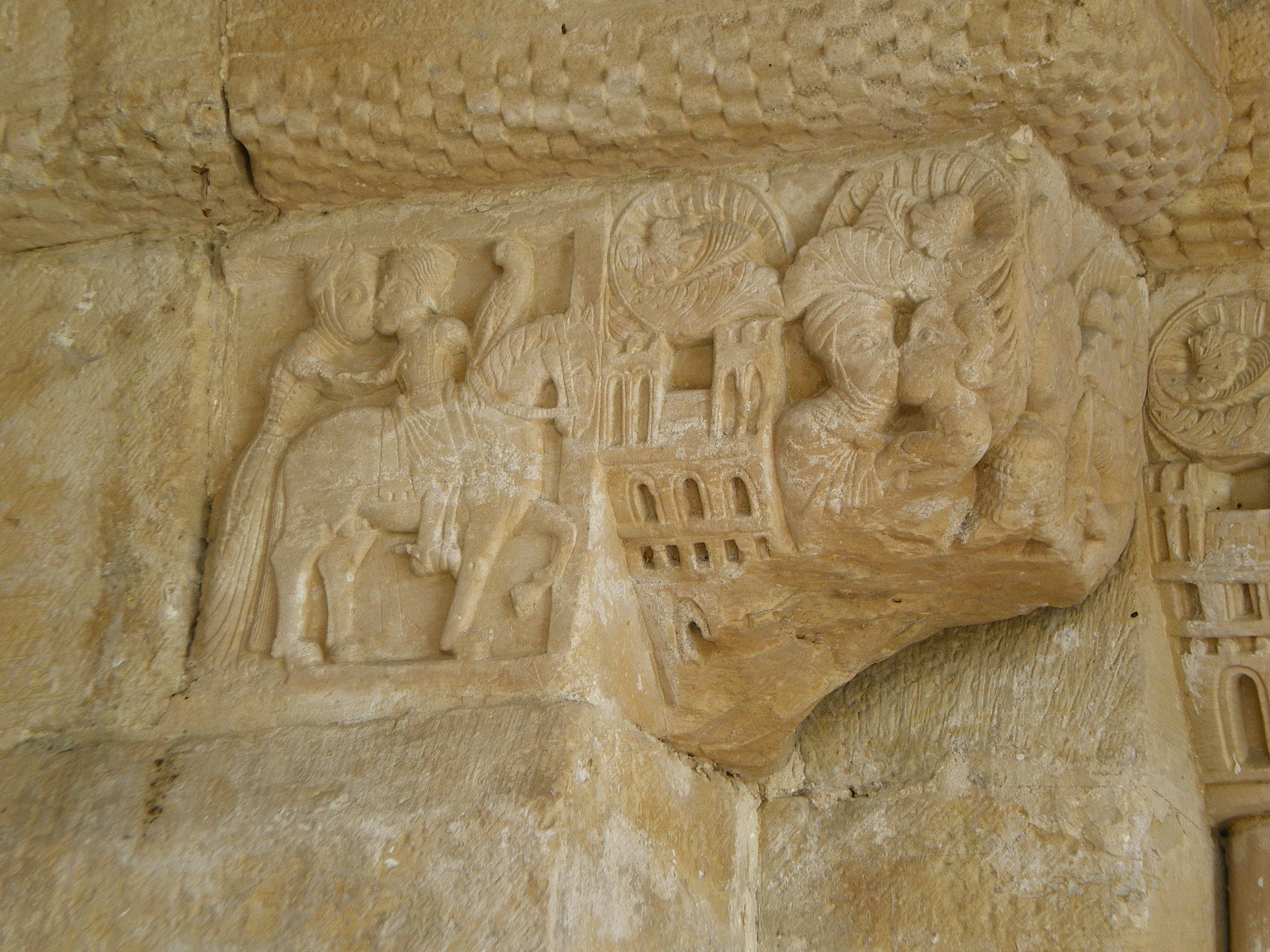
Фрагмент капители в монастыре Сан-Педро, Виллануэва, Астурия: король Фавила, сидя на коне, прощается со своей женой Фролебой, отправляясь на охоту.

Фролеба (Фройлуба; исп. Froiluba; VIII век) — королева Астурии, жена Фавилы, сына Пелайо.
Григорий де Аргаиз (XVII век) предположил, что имя «Фролеба» может быть сокращением от Froila Lopez, то есть «дочь Лопеса» — это древний бискайский аристократический род. Следовательно, возможно, что вестготы, бежавшие от арабского завоевания в Астурию во главе с Пелайо и обосновавшиеся здесь, могли проводить политику заключения матримониальных браков с целью укрепления связей между родами.
О Фролебе не осталось практически никаких известий. Вместе с мужем она причастна к постройке церкви Санта-Круз-де-Кангас-де-Онис, в которой они оба были похоронены. Однако останки их до наших дней не сохранились.